# Дезоморфін
Дезоморфін, сленг. крокодил, дез (англ. Desomorphine; повна назва дигідродезоксиморфін, англ. dihydrodesoxymorphin) — напівсинтетичний опіоїд з сильним та швидким заспокійливо-знеболюючим ефектом. Є аналогом морфіну зі скороченими 6-гідроксильною групою та 7,8 подвійним зв'язком. Є в 8-20 разів сильнішим за морфін.

## Історія
Вперше відкритий і запатентований німецькою командою вчених, що працювала на Knoll у 1920 році, але цього не було визнано. Пізніше у 1932 році його синтезував Ліндон Фредерік Смолл, який  успішно запатентував його у 1934 році в Сполучених Штатах.

## Токсикологія
Серед зафіксованих небезпек для здоров'я, пов'язаних з ін'єкційним застосуванням крокодилу, є такі:
- пошкодження кровоносних судин (тромбофлебіт)
- відкриті виразки, гангрена
- інфекції шкіри та м'яких тканин
- кісткові інфекції (остеомієліт) та остеонекроз
- необхідність пересадки шкіри та хірургічного втручання
- ампутація кінцівок
- пневмонія
- ураження печінки та нирок
- зараження крові (бактеріємія)
- менінгіт
- періодонтоз або втрата зубів
- розлади мовлення та моторики
- втрата пам'яті та нездатність зосередитися
- передозування
- важка дихальна недостатність (сповільнене дихання)
- передача вірусів, що передаються через кров (наприклад ВІЛ та гепатит С через спільне використання голок)
- смерть[10].

У випадках важкого, та не смертельного передозування, коли наркоман непритомний і залишається нерухомим протягом тривалого часу, це найчастіше призводить до «синдрому тривалого стиснення», який може призвести до гострої або хронічної ниркової недостатності.

## Спалах наркоманії
В 2000-их почався спалах дезоморфінової наркоманії в Росії. У зв'язку з чим у Росії в 2012 році заборонили продаж кодеїновмісних препаратів без рецепта.
Дезоморфін отримують, в кустарний спосіб, із кодеїну у поєднанні з певними хімреагертами. Цей найнебезпечніший наркотик отримав прізвисько «крокодил» — за здатність викликати швидке омертвіння тканин та сильне запалення вен, після чого шкіра наркомана нагадує луску крокодила. За деякий час виникають гнійні рани, що не гоються, з яких часто розвивається гангрена, яка призводить до смерті або необхідності ампутації кінцівок.  Дезоморфін викликає в 10 разів більшу залежність, ніж героїн. Рівень смертності наркоспоживачів доступного «крокодилу» — серед найвищих.
Згодом, коли хвиля дезоморфінової наркоманії досягла України, був прийнятий закон, що визначає правила продажу кодеїновмісних лікарських засобів. Відтоді, за відпуск без рецепта медикаментів що містять кодеїн, впроваджено адміністративну відповідальність у вигляді накладання штрафу від 6 до 25 неоподатковуваних мінімумів доходів громадян.